# Усадьба Крутовских
Культурно-деловой центр «Особняк» — деловой и культурный центр, где проводятся творческие встречи, концерты, выставки, лекции, семинары, тренинги. Расположен в одном из первых каменных домов Красноярска, объекте исторического и культурного наследия — «Усадьбе Крутовских».

## История
Квартал, на территории которого расположено здание, сформировался в XVIII веке. На месте домов вплоть до самого Енисея находилась Старобазарная площадь и городской рынок. Это было самое оживлённое место в городе.
Здание было построено в 1843 году купцом третьей гильдии Матвеем Семеновичем Козьминым. Это был один из трёх первых каменных домов города Красноярска. Oсенью 2013 года дому исполнилось 170 лет. В 1852 году усадьбу приобретает красноярский купец второй гильдии П. М. Орешников, а затем, в 1868 году, купец Михаил Андреевич Крутовский. Имя дома — «Усадьба Крутовских» — связано с его сыновьями — Владимиром и Всеволодом, сибирскими просветителями.
- Владимир Михайлович Крутовский — один из лучших докторов Красноярска конца XIX века.
- С именем Всеволода Михайловича Крутовского связано создание хорошо известного «Сада Крутовского» на правом берегу Енисея.

Оба брата по своим политическим взглядам принадлежали к организации «Народная воля», поэтому почти все политические ссыльные, которые проходили через Красноярск, побывали в гостях в этом доме:Владимир Короленко, Анна Корба, Николай Тютчев, Надежда Крупская, Феликс Кон. Короленко в знак дружбы подарил хозяину свой большой портрет, написанный маслом, на котором сделал дарственную надпись «В. М. Крутовскому».

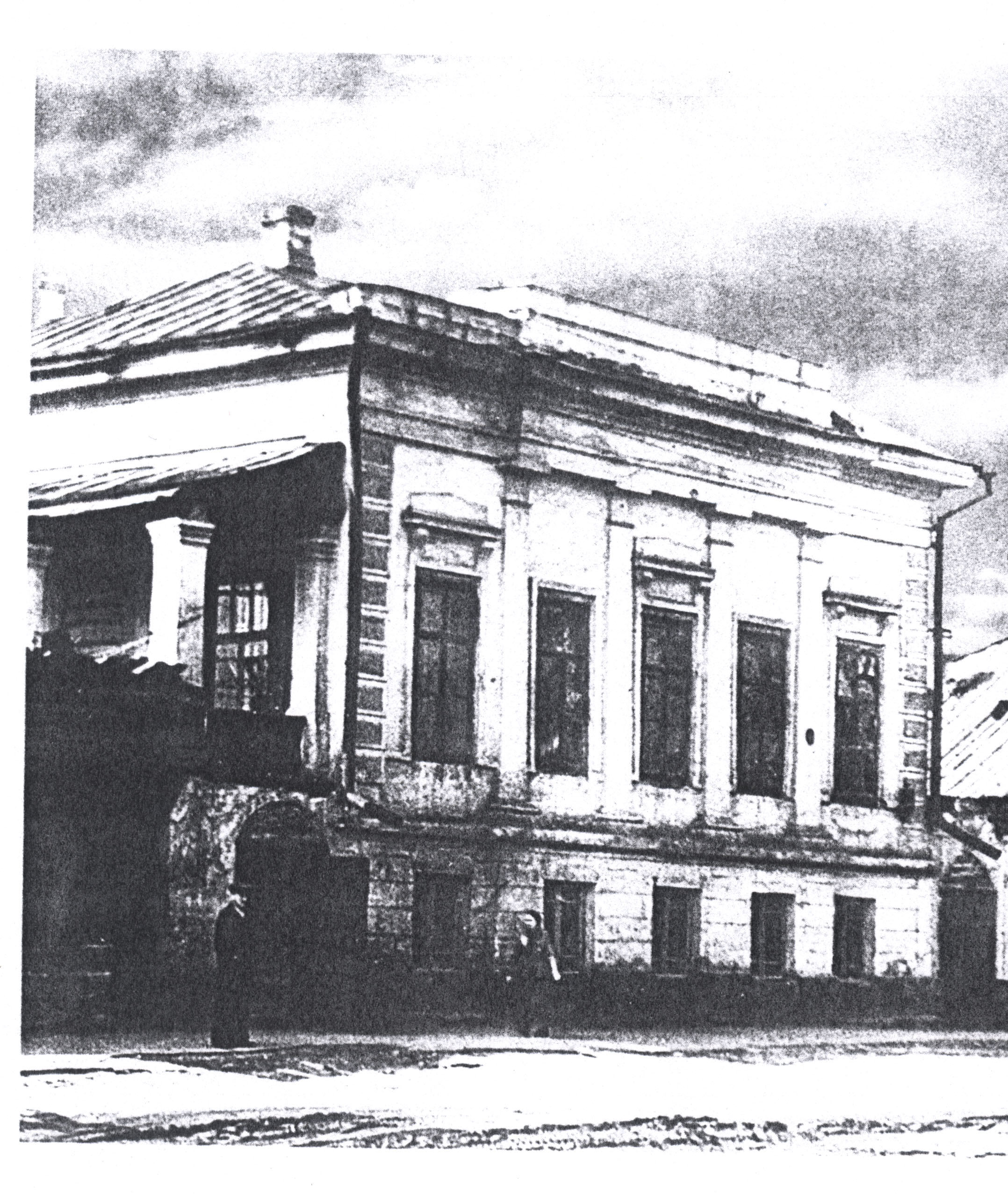
Усадьба Крутовских, 1905 год

13 июля 1891 года Красноярский городской музей, расположенный на тот момент в этом здании, посетил цесаревич Николай Александрович, а в 1913 году — известный путешественник и полярный исследователь Фритьоф Нансен. В разные годы «Усадьбу Крутовских» посетили французский археолог Де Бай, краевед и археолог П. С. Проскуряков, археолог А. С. Еленев, орнитолог М. Е. Киборт и многие другие выдающиеся личности того времени.
История «Усадьбы Крутовских» — это не только история её известных хозяев. За 170 лет своего существования дом переживал удивительные изменения. Именно в доме Крутовских были открыты первый Красноярский краеведческий музей (1889 год) и первая в Красноярске городская публичная библиотека (1885 год), которую посещало около 100 человек в день, а заведующей была Любовь Михайловна Крутовская-Розинг. Ко дню открытия библиотека состояла из 3500 названий, или около 6000 отдельных томов; в музее было 2500 отдельных предметов.
В 1897 году усадьбу занимало Хозяйственное управление перевозки почт по железной дороге, а в 1909 году здание перешло во владение дворянина Островского — в нём работала Красноярская войсковая комиссия, руководившая строительством военного городка. В 1920 году дом Крутовских был муниципализирован, в нём стали размещаться «жилые комнаты». В 1990-е годы в доме проживало 34 человека. За 60 лет в нём ни разу не делался ремонт, здание оказалось в крайне плачевном состоянии, и было принято решение восстановить памятник архитектуры и культуры.
В 2000-е годы начались восстановительные работы на личные средства известного в Красноярске предпринимателя Натальи Александровны Сысоевой и под руководством архитектора Стеллы Юрьевны Разваляевой. Усадьба получила новую жизнь, органично вписавшись в современный облик делового центра Красноярска.
С 2007 года и по настоящее время в здании работает культурно-деловой центр «Особняк».

## Архитектура
Усадьба в стиле русского классицизма начала XIX века.

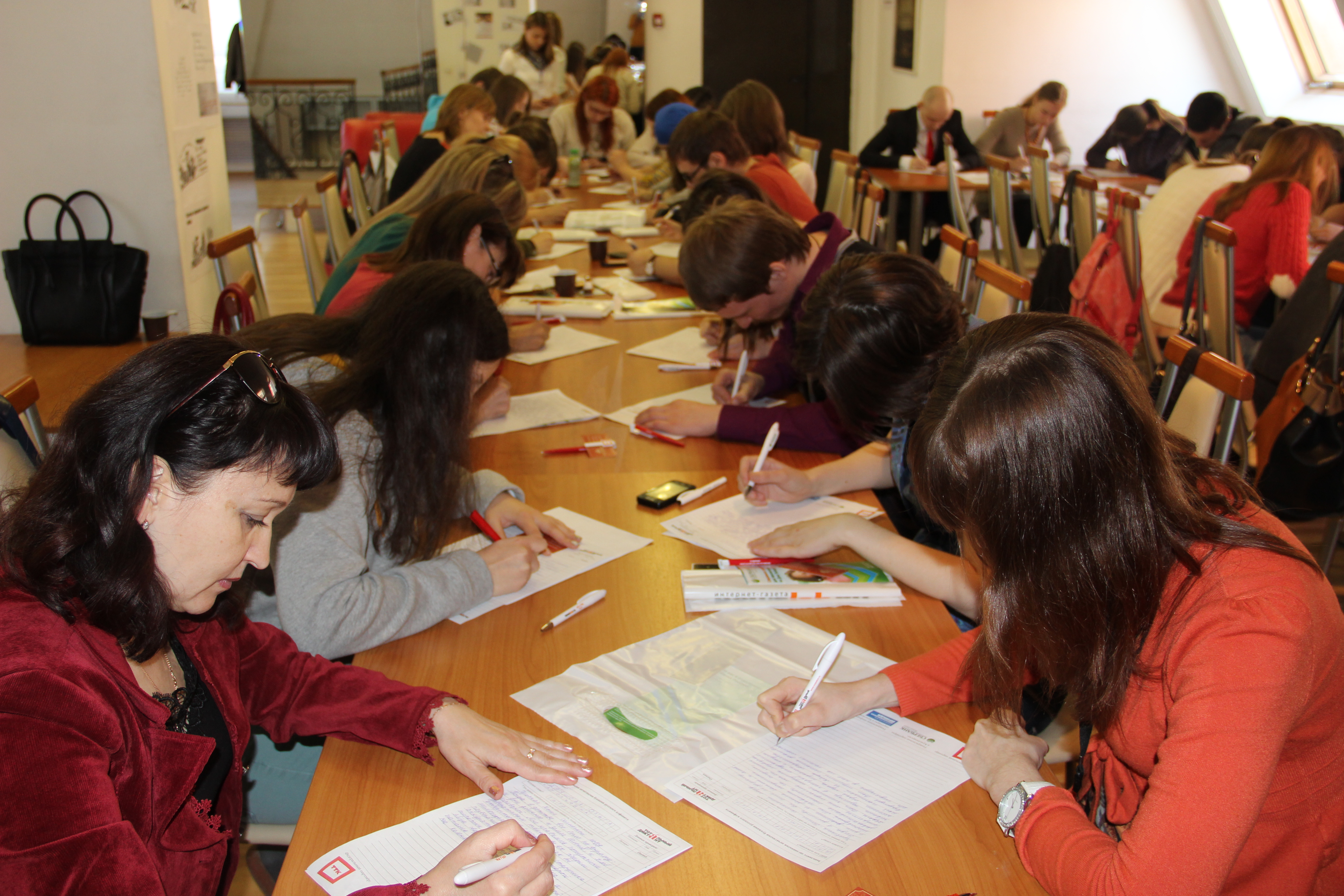
«Тотальный диктант» в КДЦ «Особняк», 2014 год

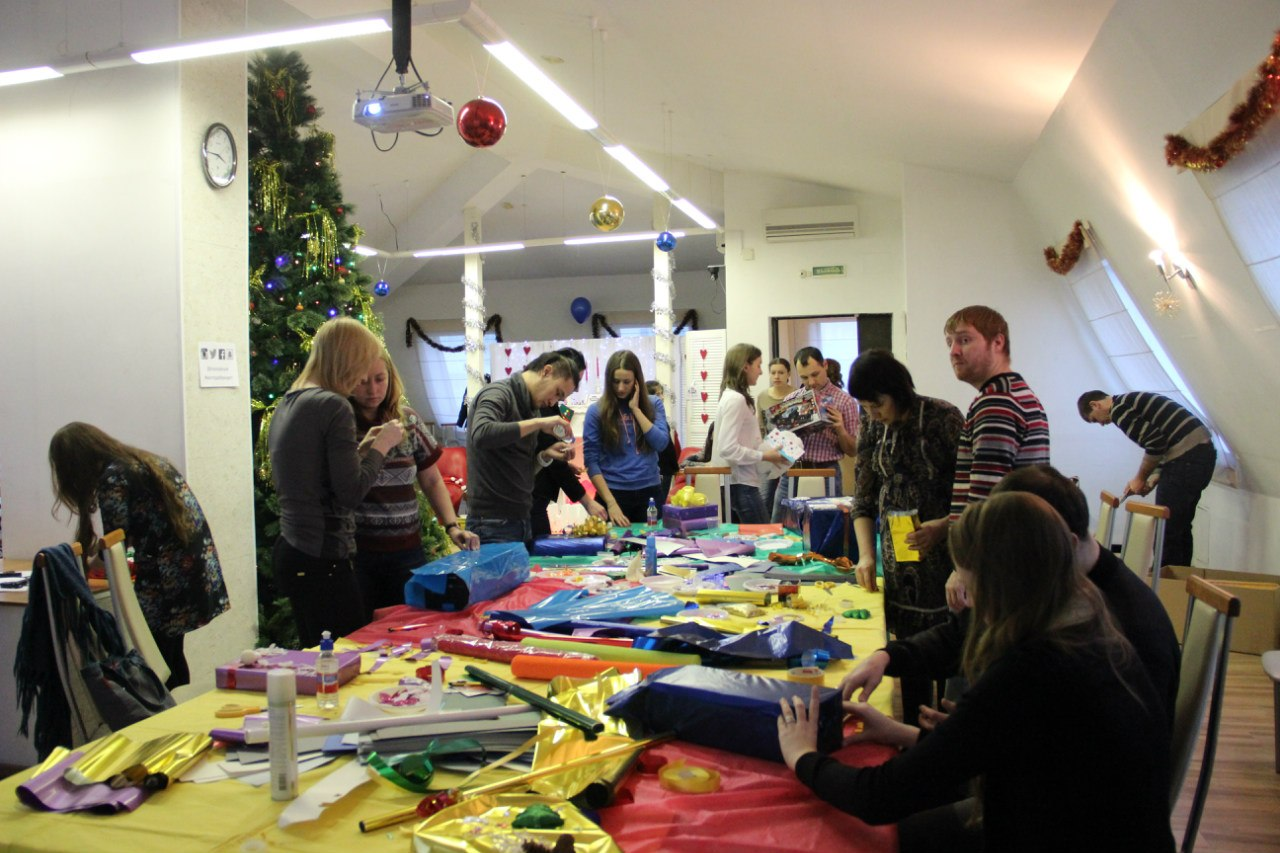
Благотворительный проект «Мастерская добрых дел» — мастер-класс по оформлению подарков детям в детские дома